# Fallhammare
En fallhammare utgörs av en tung vikt monterad ovanpå en hammare, även kallad hammarback, vilken dras upp maskinellt eller manuellt för att vid utlösandet falla med tyngdkraftens hjälp. Fallhammaren slår därmed ner mot städbacken, varemellan lämpliga verktyg placerats. Den rörliga vikten kan vara allt mellan 50 och 1 200 kilogram. Fallhammare användes traditionellt vid bland annat prägling av mynt, kapning av järnvägsräls och vid diverse smidesarbeten. Knipphammare var en äldre typ av snabbgående lätt vattendriven fallhammare som användes vid smide av produkter av mindre dimensioner.

## Bildgalleri

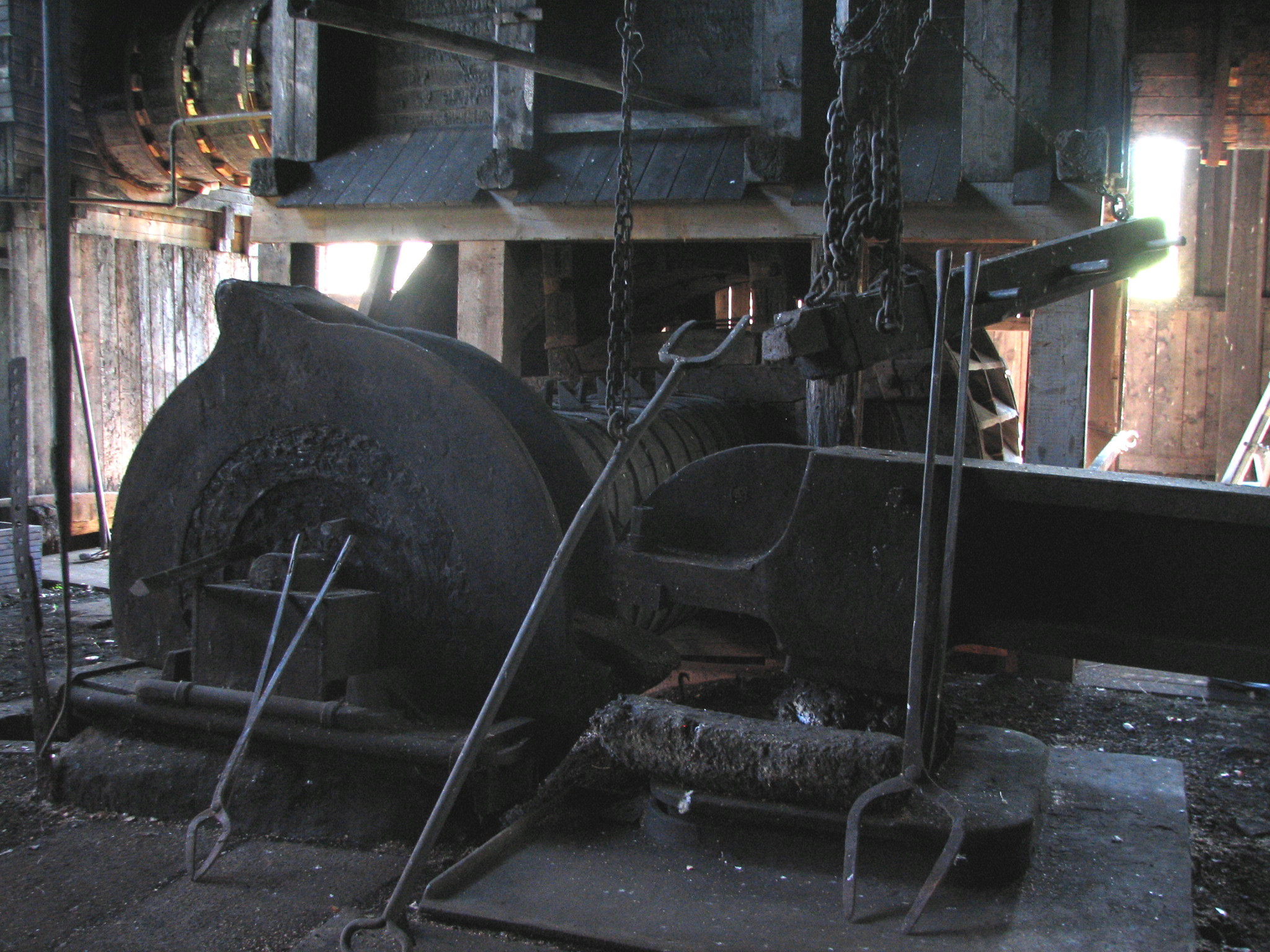
Vattendriven hammare i Strömbacka, Hälsingland.
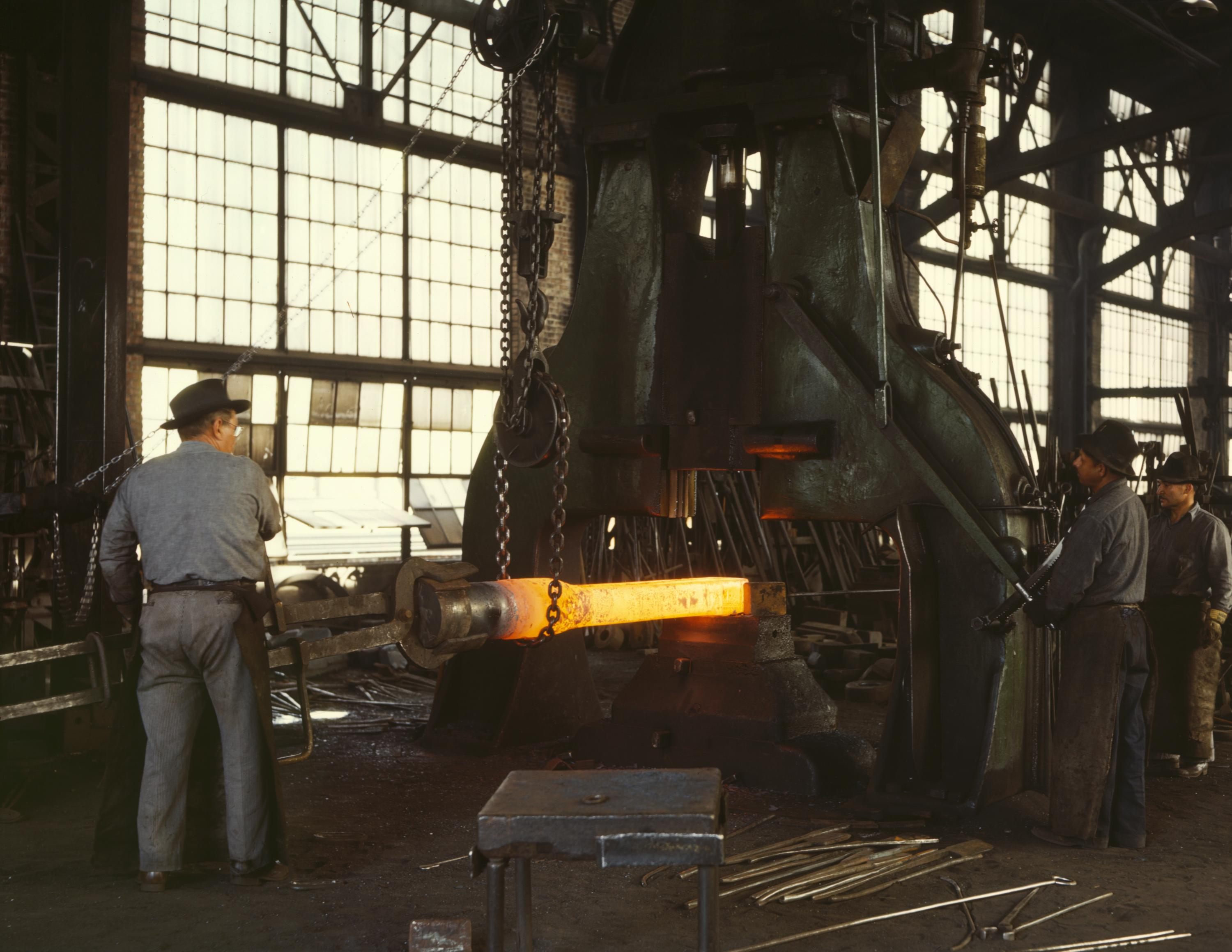
Smeder vid arbete vid en ångdriven fallhammare i Albuquerque, USA (1943).
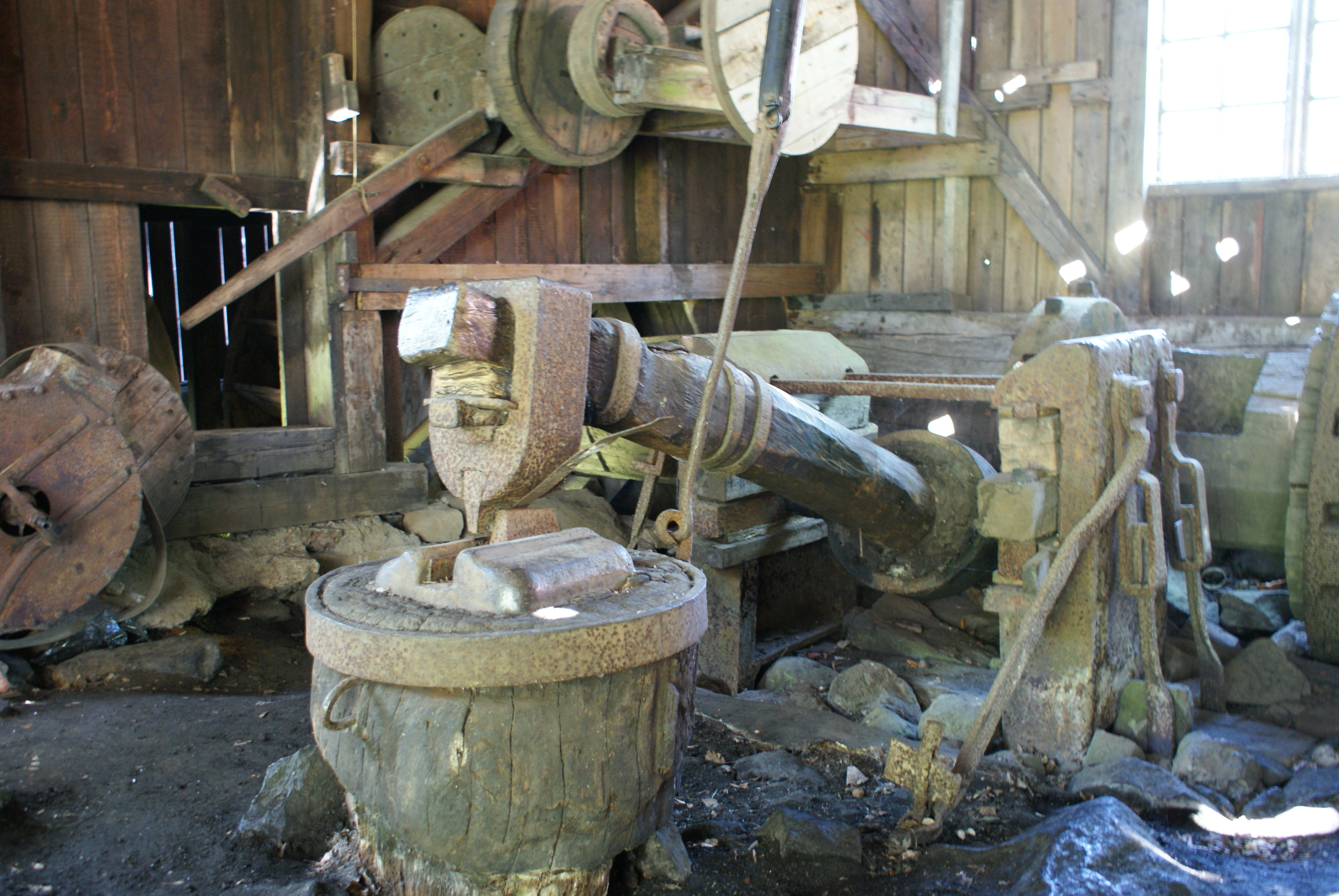
Knipphammare i Vira bruk i Uppland.